# Jean II. de Rohan

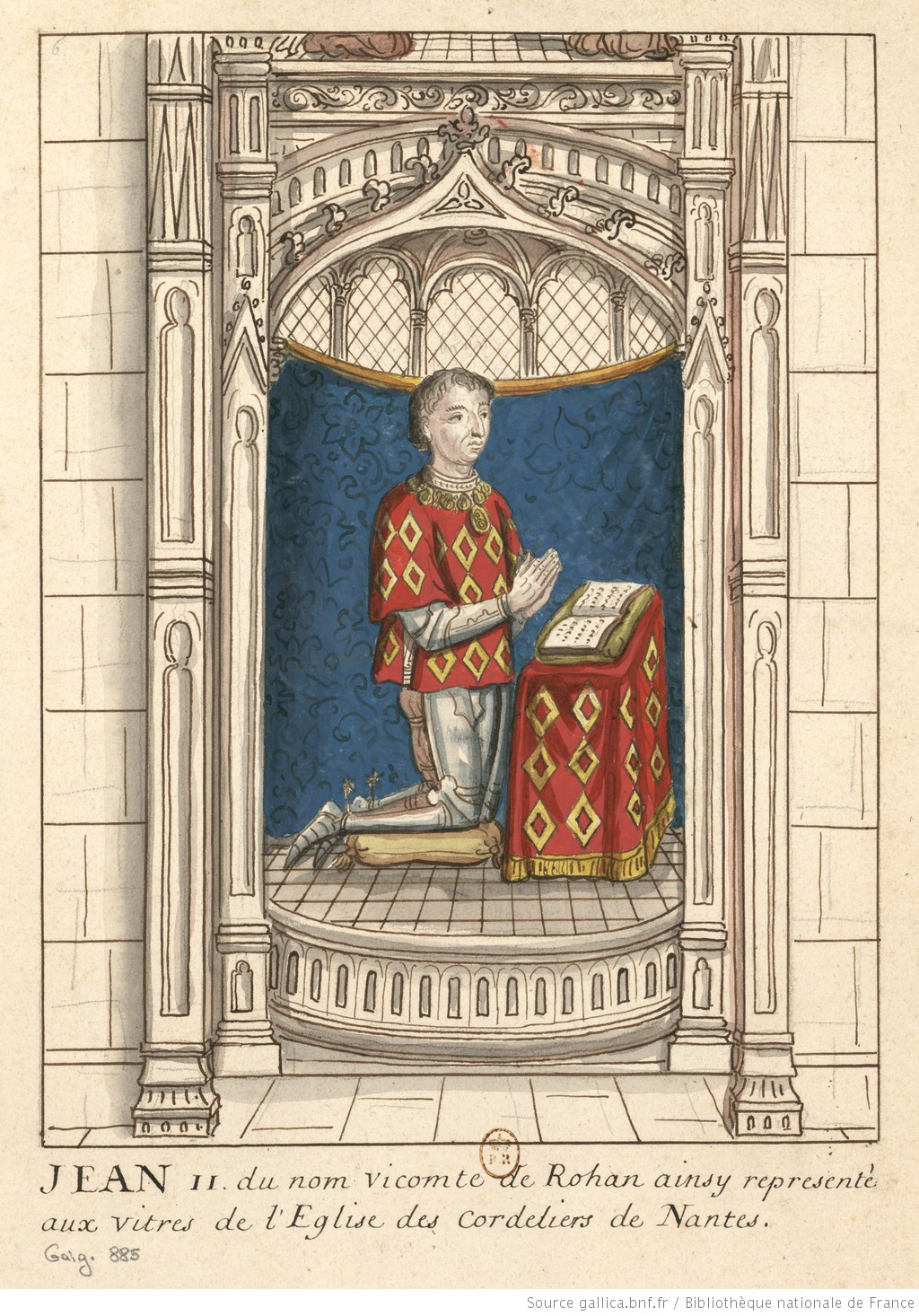
Jean II. de Rohan, Glasfenster in der Franziskanerkirche von Nantes

Jean II. de Rohan (* 6. November 1452 auf Burg La Chèze; † 1. April 1516 auf Burg Blain) aus dem Haus Rohan war einer der mächtigsten bretonischen Adligen der zweiten Hälfte des 15. Jahrhunderts und richtete sein ganzes Leben auf den Erwerb der Herzogskrone aus.

## Leben
Jean II. de Rohan ist des Sohn von Alain IX. de Rohan († 1462) und Marie de Vaudémont († 1455). Er war Vicomte de Rohan, Vicomte de Léon, später als Jean II. Vicomte de Rohan et de Léon, Comte de Porhoët, Seigneur de La Garnache, Beauvoir-sur-Mer und Blain.
Per Ehevertrag vom 10. Februar 1455 heiratete er Marie de Bretagne (* Ende 1447), Tochter von Herzog Franz I. von Bretagne und Isabella von Schottland, die Hochzeitsfeier fand am 8. März 1462 in der Kapelle der Burg La Chèze statt.
Als er sich am Hof von Nantes aufhielt, forderte er einen Platz in der Regierung, da er sich für berechtigt hielt, nach altem Brauch die bretonische Krone als präsumptiver Erbe zu übernehmen – vergeblich, weshalb es zu einem Zerwürfnis kam, das König Ludwig XI. für sich ausnutzte. Er verließ seinen Schwager, den Herzog Franz II. von Bretagne, und Nantes Anfang April 1470, um sich an den König zu binden, der ihm das Collier des Michaelordens verlieh und ihn mit einer Pension versorgte. In Wirklichkeit wollte der König den Vicomte dazu benutzen, den Herzog der Bretagne auszuschalten und den bretonischen Staat zu zerstören.
Er kehrte Ende 1472 in die Bretagne und seine Burg Josselin zurück. Er war einer der bretonischen Herren, die 1475 den Vertrag von Senlis ratifizierten.
Am 3. November 1479 wurde er wegen Mordes verhaftet und in das Gefängnis von Le Bouffay in Nantes gesperrt. Gut vier Jahre später, am 5. Februar 1484 wurde er vom Herzog freigelassen, verließ die Bretagne im März und begab sich zu seinem Vetter ersten Grades, Herzog René von Lothringen, kehrte im September zurück und musste schwören, den Töchtern des Herzogs, Anne und Isabelle, als wahren Erben des Herzogtums zu dienen.
Im März 1485 verbündete er sich mit mehreren Baronen, um Pierre Landais, den Kanzler der Bretagne, und die „Ausländer“ im herzoglichen Rat, die Herzog Franz II. regierten, zu vertreiben und sich mit dem französischen König Karl VIII. zu verbünden, der eine Armee zur Eroberung des Herzogtums entsandte: Landais wurde gestürzt und am 25. Juni 1485 in Nantes hingerichtet.
Am 14. Januar 1487 bestätigte er mit dem bretonischen Adel bei den Franziskanern von Nantes seine Zustimmung zur Erbfolge des Herzogtums für Anne. Andererseits stand er in der Guerre folle auf Seiten des Königs, dessen Truppen in der Bretagne er kommandierte, den er im Mai 1488 in Saumur traf und für den er am 28. Juli 1488 für ihn an der Spitze einer Kompanie von 100 Lanzen in der Schlacht bei Saint-Aubin-du-Cormier kämpfte, mit der die Guerre folle zum Erliegen kam.
Nach dem Tod von Herzog Franz II. († 9. September 1488) nannte er sich „Herzog der Bretagne“ und forderte das Herzogtum im Namen seiner Frau, bis ihm der König dies untersagte. Im Dezember brach er auf, um den westlichen Teil der Bretagne, die Basse Bretagne, zu erobern und belagerte Guingamp mit dreihundert Lanzen. Anfang 1489 erhielt er den Titel eines Lieutenant-général du Roi für die Basse-Bretagne, aber Herzogin Anne erreichte nach ihrer Heirat (Dezember 1491), dass Jean von diesem Posten entfernt wurde, da er sich die Befugnissen eines Gouverneurs angemaßt hatte.
Am 20. August 1494 wurde er an der Seite von François d’Avaugour, einem unehelichen Sohn des Herzogs Franz II., vom König während dessen Abwesenheit zum Lieutenant-général der Bretagne ernannt, führte aber auch im Oktober fünfzig Lanzen im Artois und nahm 1495 am Italienfeldzug teil. Nach dem Tod von Karl VIII. († 7. April 1498) bewies dessen Witwe Anne de Bretagne ihm ihr Vertrauen, als sie den neuen König Ludwig XII. ermächtige, ihm am 9. Juni 1498 das Amt des Hauptmanns von Stadt und Schloss Saumur zu geben. Er war zusammen mit Anne an der Leitung der bretonischen Angelegenheiten beteiligt und nahm an ihrer Hochzeit mit König Ludwig XII. (8. Januar 1499) teil. Er war auch der erste der Kommissare, die von Ludwig XII. für die am 25. September 1501 in Vannes einberufenen Stände ernannt wurden. Im September 1503 nahm er mit den französischen Armeen an einem Feldzug in Katalonien teil. Er unterzeichnete 1506 den Ehevertrag von Claude de France mit ihrem Großneffen, dem Herzog von Valois, dem späteren König Franz I., und wurde nach dem Legaten, Étienne de Poncher, Bischof von Paris, und Guillaume Guégen, Bischof von Nantes, als erster Adliger genannt.
Er starb am 1. April 1516 auf seiner Burg Blain und wurde in der Abtei Notre-Dame de Bon-Repos in Saint-Gelven beerdigt.

### Ehe und Nachkommen
Jean II. und Marie de Bretagne hatten sieben Kinder:
1. François (* 10. Juli 1469; X 28. Juli 1488 auf bretonischer Seite in der Schlacht bei Saint-Aubin-du-Cormier)
2. Jean (* 1. Oktober 1476; † 2. Juni 1505)
3. Jacques († 16. Oktober 1527), 1516 Vicomte de Rohan, et de Léon, Comte de Porhoët; ⚭ (1) Françoise de Rohan-Guémené, Tochter von Louis III. de Rohan, Seigneur de Guémené (Haus Rohan); ⚭ (2) Françoise de Daillon, Tochter von Jean II. de Daillon, Seigneur du Lude, und Marie de Laval (Haus Daillon)
4. Georges (* 1479; † 1502)
5. Claude (* 1480; † 15. Juli 1540), 1501 geistlich, 1510 Bischof von Quimper
6. Anne († März 1529), Vicomtesse de Rohan als Nachfolgerin ihres Bruders; ⚭ 27. September 1515 Pierre II. de Rohan-Gié, Seigneur de Frontenay (X Februar 1525 in der Schlacht bei Pavia), Sohn von Pierre I. de Rohan, Marschall von Frankreich
7. Marie († 9. Juni 1542); ⚭ 17. November 1511 Louis IV. de Rohan, Seigneur de Guémené et de Montbazon († 14. Juni 1527)

Jean II. de Rohan hatte einen uneheliche Tochter, Jeanne, bâtarde de Bretagne. Im Testament von Herzog Peter II. vom 5. September 1457 erwähnt, war es Herzog Arthur III. der ihre Heirat veranlasste. Sie wird Ende 1474 erwähnt. Heiratet 1458 Jean Morhier, Ritter, Herr von Villiers-le-Morhier und Grand-Lissermeau in Brie, Sohn von Simon Morhier, Herr von Houdan und Villiers-le-Morhier, Propst von Paris unter der englischen Herrschaft, und Blanche de Popincourt; er verkaufte die Herrschaft von Houdan am 20. Juni 1473 an Herzog Francois.
Marie de Bretagne starb zwischen 2. November 1506 und dem 17. November 1511 und wurde vermutlich im Franziskanerkonvent von Landerneau bestattet, den Jean II. de Rohan 1488 im Gedenken an seinen ältesten Sohn François hatte bauen lassen.